# الرياضة في كرواتيا

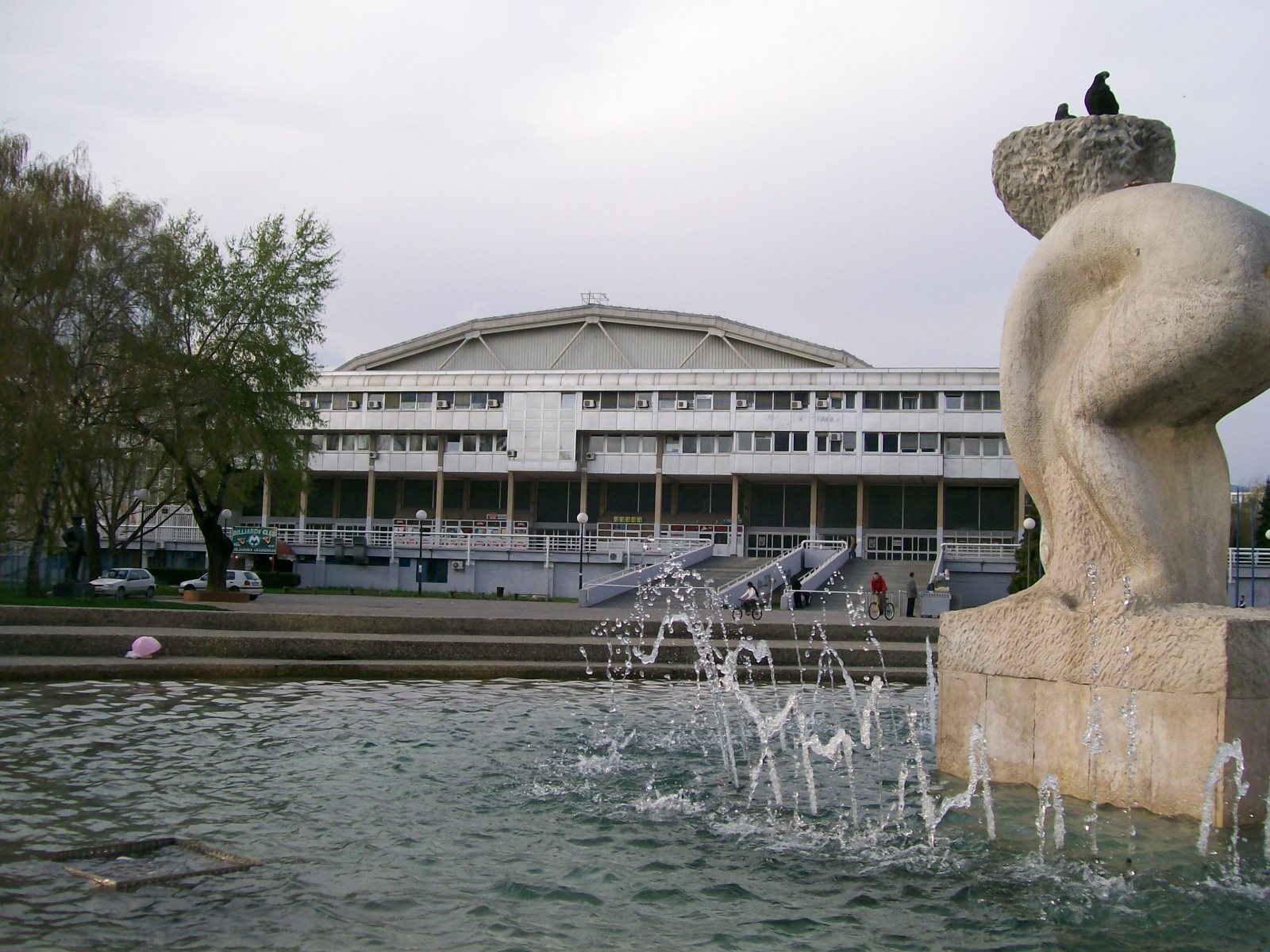

تؤدي الرياضة في كرواتيا دورًا مهمًا في ثقافة الكرواتيين، وتحظى العديد من الأندية الرياضية المحلية، إضافةً إلى الفرق الكرواتية الوطنية، بالمتابعة القوية في البلاد. الرياضة الأكثر شعبية في كرواتيا هي كرة القدم، ويمارسها الجميع من مختلف الأوساط والأعمار بوصفها هواية وفي مجال الاحتراف. وتُمارَس الرياضات الأخرى مثل كرة اليد وكرة السلة وكرة الماء وهوكي الجليد في الأندية في أنحاء كرواتيا. الرياضات الفردية الأكثر شعبية هي كرة المضرب والتزلج على الجليد والسباحة وكرة الطاولة.

## التاريخ
يُعَد فرانكو بوغار (1866-1946) مؤسس الرياضة الكرواتية الحديثة. أسس الجمعية الرياضية الكرواتية عام 1909 في الإمبراطورية النمساوية المجرية آنذاك. قدم بوغار العديد من الرياضات الرئيسية في كرواتيا مثل كرة القدم والتزلج على الجليد وهوكي الجليد والجمباز والمبارزة. وتُعَد جائزة فرانكو بوغار الرياضية وهي أعلى جائزة رياضية في كرواتيا.
مثلت الأندية والفرق الوطنية الكرواتية وطنها لأول مرة في بداية التسعينيات مع تشكيل منتخب كرواتيا لكرة القدم، وكانت مباراته الأولى ضد الولايات المتحدة عام 1990.

## الفرق حسب الرياضة

### كرة القدم
كرة القدم هي الرياضة الأكثر شعبية في كرواتيا ويديرها الاتحاد الكرواتي لكرة القدم. الدوري الكرواتي الأول لكرة القدم هو القسم الأعلى من نظام دوري كرة قدم، ويقوم على نظام الترقية والاستبعاد مع دوري القسم الثاني. النادي الأنجح هو دينامو زغرب برصيد 19 بطولة، يليه نادي هايدوك سبليت برصيد 6 بطولات. يُعرَف التنافس بين هذين الناديين باسم الديربي الكرواتي. يحتل الفريق الوطني الأول لكرة القدم المركز السابع عشر في أوروبا وفقًا لتصنيف الاتحاد الأوروبي لكرة القدم، ودينامو زغرب هو الأول بين الأندية الكرواتية والسابع والسبعين أوروبيًا.
لم يفز أي ناد كرواتي بدوري أبطال أوروبا لكرة القدم سابقًا، لكن هاجك سبليت وصل إلى ربع نهائي دوري أبطال أوروبا عام 1994- 1995 وخسر أمام نادي أياكس.
فاز المنتخب الكرواتي لكرة القدم بالميدالية البرونزية في كأس العالم لكرة القدم 1998، والميدالية الفضية عام 2018. فاز دافور شوكر بجائزة الحذاء الذهبي (الهداف) في بطولة عام 1998، وفاز لوكا مودريتش بالكرة الذهبية (أفضل لاعب) في بطولة عام 2018. وبلغ المنتخب الوطني الدور ربع النهائي في بطولتي 1996 و2008 من بطولات كأس الأمم الأوروبية. ووصل الفريق إلى المركز الرابع في التصنيف العالمي في أغسطس 2018. وأبرز اللاعبين هم لوكا مودريتش وماريو ماندجوكيتش وإيفيكا أوليتش وداريو سرنا وإيفان بيريشيتش وإيفان كلاسنيتش ونيكو كرانيتشار وإيفان راكيتيتش وفيدران تشورلوكا وجوسيب سيمونيتش وإدواردو دا سيلفا وجورجي سمير. في أغسطس 2012، انتقل لوكا مودريتش إلى العملاق الإسباني ريال مدريد، في صفقة تتجاوز قيمتها 33 مليون جنية إسترليني، وظهر لأول مرة بديلًا في المبارة التي فاز فيها فريقه ريال مدريد بنتيجة 2-1 على منافسه التقليدي برشلونة.

### كرة اليد
تاريخيًا تُعَد كرواتيا متفوقة في كرة اليد سواء على مستوى الأندية أو المنتخبات. في النصف الثاني من القرن العشرين سيطر نادي بيلوفار على كرة اليد الكرواتية، وفي السبعينيات فاز بخمس بطولات الدوري اليوغسلافي. وفي عام 1973 فاز نادي بجيلوفار بدوري أبطال أوروبا لكرة اليد وحصل على المركز الثاني في العام التالي.
ومنذ استقلال كرواتيا كان آر كي زغرب هو النادي الأهم في كرة اليد، وقد فاز ببطولات دوري كرة اليد على مدى 28 عامًا، وفاز بدوري أبطال أوروبا مرتين على التوالي عامي 1992 و1993. وفي عام 2008 ضم النادي النجم الكرواتي إيفانو باليش وهو أحد أفضل لاعبين كرة اليد في التاريخ.
يحتل فريق كرة اليد الكرواتي الوطني حاليًا المرتبة العاشرة في العالم وفقًا لتصنيف الاتحاد الدولي لكرة اليد. وفازت كرواتيا بالميدالية الذهبية لكرة اليد للرجال في الدورة الأولمبية عامي 1996 و2004، وفازت ببطولة العالم لكرة اليد للرجال عام 2003 وبالمركز الثاني في بطولات 1995 و2005 و2009. وجاءت كرواتيا في المرتبة الثالثة في بطولة كرة اليد الأوروبية للرجال عام 1994 والمرتبة الثانية في بطولات 2008 و2010.

### كرة السلة
فاز المنتخب الكرواتي لكرة السلة بالميدالية الذهبية في الدورة الأولمبية عام 1992 وبالميدالية البرونزية في بطولة العالم لكرة السلة عام 1994 والميداليات البرونزية في بطولة كرة السلة الأوروبية عامي 1993 و1995. وفازت الأندية الكرواتية بالدوري الأوروبي 5 مرات في الفترة بين 1985 و1991. كان لاعبو كرة السلة الكرواتية كرشيمير تشوسيتش ودينو رادا وتوني كوكوتش من بين اللاعبين الأجانب الذين نجحوا في بطولة الاتحاد الوطني لكرة السلة في الولايات المتحدة. وكان درازن بيتروفيتش الذي توفي في حادث سيارة عام 1993 من أبرز لاعبي كرة السلة الكرواتية. ويُعَد من أوائل اللاعبين الأوروبيين الذين احترفوا في الدوري الأمريكي، وكُرم بعد وفاته في قاعة نايسميث التذكارية لكرة السلة. واختير عام 2013 بوصفه أفضل لاعب كرة سلة أوروبي في التاريخ. 

### كرة الماء
فاز الفريق الوطني الكرواتي لكرة الماء بالميدالية الذهبية في بطولة العالم عامي 2007 و2017، والميدالية البرونزية عامي 2009 و2011. وفاز الفريق بالميدالية الذهبية في دورة الألعاب الأولمبية 2012 والميدالية الفضية في دورة الألعاب الأولمبية عامي 1996 و2016، وحصل على الميدالية الذهبية في بطولة أوروبا عام 2010 والميدالية الفضية عامي 1999 و2003.
وفازت الأندية الكرواتية بالبطولات الأوروبية 13مرة، إذ حقق نادي ملادوست زغرب 7 بطولات بين عامي 1968 و1996، واختير بوصفه الأفضل في القرن العشرين، وحصل ناديا دوبروفنيك وجادران سبليت على 3 بطولات لكل منهما.

### اتحاد الركبي
كان الركبي رياضة متوسطة الشعبية قبل استقلال كرواتيا رغم تحقيق بعض النجاحات الدولية. يرجع تاريخ بداية الركبي الكرواتي إلى يناير 1954عندما تشكل فريق ملادوست زغرب ليصبح أول ناد للركبي في كرواتيا.
نافست الفرق الكرواتية في بطولة الرجبي في يوغوسلافيا بين عامي 1957 إلى 1991. وكانت كرواتيا مقر اتحاد الركبي اليوغوسلافي قبل الاستقلال.
كان التجمع الأكبر للعبة الركبي في العالم في أكتوبر 2007 في كرواتيا بمشاركة أكثر من 200 لاعب من جميع الفئات للحصول على صورة الألفية.

### كرة القدم الأسترالية
اكتسبت اللعبة شعبية أساسًا بسبب جامعة زغرب. ويتنافس حاليًا 4 فرق من زغرب وفريق من سلافونسكي، إضافةً إلى فريق من النمسا في بطولة الدوري الأسترالي الأوروبي لكرة القدم، وهي البطولة الأكبر في العالم لهذه اللعبة.

### هوكي الجليد
نشأت لعبة هوكي الجليد في بداية القرن العشرين. وأصبحت إحدى الرياضات الكرواتية الأولى مع تأسيس فرانكو بوغار لرابطة التزلج وهوكي الجليد، التي أصبحت لاحقًا الاتحاد الكرواتي لهوكي الجليد. منذ أواخر الثلاثينيات حتى استقلال كرواتيا تنافست أندية هوكي الجليد الكرواتية في دوري الهوكي اليوغسلافي، وفاز نادي ميدفيتشاك زغرب بالبطولة 3 مرات متتالية من عام 1988 إلى 1990.
تزداد شعبية هوكي الجليد بصفة خاصة في المناطق الداخلية الباردة مثل بانونيا وسلافونيا وزغرب وزاكوريه. اليوم ينافس نادي ميدفيتشاك في دوري الهوكي للقارات الروسي وهي البطولة الثانية عالميًا. لعب نادي ميدفيتشاك سابقًا في بطولة دوري الهوكي النمساوي، وتأهل إلى النهائيات كل عام منذ موسم 2008، ثم انضم إلى دوري الهوكي للقارات في موسم 2013-2014.

### الكرة الطائرة
فاز منتخب سيدات كرواتيا لكرة الطائرة بالميدالية الفضية 3 مرات في بطولة الكرة الطائرة الأوروبية أعوام 1995 و1997 و1999. 

## وصلات خارجية
- Hrvatska domaćin باللغة الكرواتية